# Taki Inoue
Taki Inoue va ser un pilot de curses automobilístiques japonès que va arribar a disputar curses de Fórmula 1.
Va néixer el 5 de setembre del 1963 a Kōbe, Japó.

## A la F1
Taki Inoue va debutar a la quinzena cursa de la temporada 1994 (la 45a temporada de la història) del campionat del món de la Fórmula 1, disputant el 6 de novembre del 1994 el G.P. del Japó al circuit de Suzuka.
Va participar en un total de divuit curses puntuables pel campionat de la F1 disputades en dues temporades consecutives (1994 - 1995) aconseguint una vuitena posició com millor classificació en una cursa i no assolí cap punt vàlid pel campionat del món de pilots.

## Resultats a la Fórmula 1
| Any  | Equip           | Xassís   | Motor | 1       | 2       | 3       | 4       | 5       | 6     | 7       | 8      | 9       | 10      | 11     | 12    | 13     | 14      | 15      | 16     | 17      | Posició | Punts |
| ---- | --------------- | -------- | ----- | ------- | ------- | ------- | ------- | ------- | ----- | ------- | ------ | ------- | ------- | ------ | ----- | ------ | ------- | ------- | ------ | ------- | ------- | ----- |
| 1994 | MTV Simtek Ford | Simtek   | Ford  | BRA     | PAC     | SMR     | MON     | ESP     | CAN   | FRA     | GBR    | ALE     | HON     | BEL    | ITA   | POR    | EUR     | JAP Ret | AUS    |         | -       | 0     |
| 1995 | Footwork Hart   | Footwork | Hart  | BRA Ret | ARG Ret | SMR Ret | ESP Ret | MON Ret | CAN 9 | FRA Ret | GB Ret | ALE Ret | HON Ret | BEL 12 | ITA 8 | POR 15 | EUR Ret | PAC Ret | JAP 12 | AUS Ret | -       | 0     |

### Resum
| Curses: | Victòries: | Pòdiums: | Poles: | Voltes ràpides: | Punts: |
| ------- | ---------- | -------- | ------ | --------------- | ------ |
| 18 (18) | 0          | 0        | 0      | 0               | 0      |